# Буремний Край
Буремний край — п'ятий офіційний студійний альбом фолк-метал гурту «Тінь Сонця», Інтернет-реліз відбувся 14 жовтня 2016, в День захисника України. 24 квітня 2017 на лейблі «Саме так!» з'явилася CD-версія альбому. Свою назву платівка отримала, за традицією гурту, з тексту однієї з пісень («Громом і вогнем»).

## Про альбом
Сингл з альбому, а саме композиція «Громом і вогнем» була випущена 27 березня 2016 та анонсована на сторінках гурту в соціальних мережах.
Сам альбом вийшов 14 жовтня 2016 у День захисника України та свято Покрови. «Буремний край» вмістив у себе десять треків, зокрема нову версію пісні «Вітер з гаєм розмовляє», яка вже була на демо-альбомі «За межею», в основу якої ліг вірш Тараса Шевченка, та гімн ОУН «Зродились ми великої години». Також, пісня «Слобожанський рок-н-рол» увійшла до музичного проєкту «Так працює пам'ять». Проєкт присвячений пам'яті Данила Дідика, який загинув від вибуху під час Маршу Єдності у Харкові 22 лютого 2015 та всім, хто віддав життя за незалежність України.
За словами фронтмена гурту Сергія Василюка ця робота відчутно «гітарніша» у порівнянні з попередніми релізами, а також вперше в історії гурту більшість пісень альбому розповідають слухачу не про минулі часи, а про сучасність. Цікаво, що початково музиканти планували видати лонг-плей ще навесні 2016, але пізніше вирішили дати матеріалу «настоятися» та презентували його вже по завершенню фестивального сезону.
Після виходу альбому гурт вирушив у тур Україною на підтримку нового альбому, відвідавши при цьому 20 міст, включаючи міста зони АТО.

## Критика
Рецензент з сайту «Наш НеФормат» Геннадій Шостак говорить: «Кожному часу — свої пісні. Так, безумовно, „Буремний Край“ можна назвати літописом визвольної боротьби українського народу, а на піснях, що увійшли до нього виховувати у молодих людей патріотичні почуття. Але є у альбому і художня цінність. Музиканти мають бездоганний смак і високу професійну майстерність, яка проявляється в музичній, поетичній і виконавчій складових та у виборі засобів вираження, і в концептуальності альбому, і в підході до його структурі».
Павло Лоза з «Наше слово» написав: «Нові твори — далекі від „шароварщини“ та політичної активності. Композиції залишаються й надалі дуже поетичними, як і в попередніх платівках. Безперечно, цей альбом свідчить про те, що музиканти не збираються здаватись. Важливо й те, що грають музику, яка не зовсім комерційного формату. Можливо, це і є основа їхньої популярності».

## Список композицій
| Стандартне видання        | Стандартне видання            | Стандартне видання      | Стандартне видання              | Стандартне видання |
| #                         | Назва                         | Автор слів              | Автор музики                    | Тривалість         |
| ------------------------- | ----------------------------- | ----------------------- | ------------------------------- | ------------------ |
| 1.                        | «Ромко живий»                 | Сергій Василюк          | Сергій Василюк                  | 3:19               |
| 2.                        | «Громом і вогнем»             | Сергій Василюк          | Сергій Василюк                  | 3:39               |
| 3.                        | «На відблисках мого меча»     | Злата-Зоряна Паламарчук | Сергій Василюк                  | 4:17               |
| 4.                        | «Промінь волі»                | Сергій Василюк          | Сергій Василюк                  | 6:14               |
| 5.                        | «Вітер з гаєм розмовляє»      | Тарас Шевченко          | Анатолій Зіневич, Андрій Савчук | 3:07               |
| 6.                        | «Дорога»                      | Сергій Василюк          | Сергій Василюк                  | 4:08               |
| 7.                        | «Осокори»                     | Сергій Василюк          | Сергій Василюк                  | 4:17               |
| 8.                        | «Слобожанський рок-н-рол»     | Сергій Василюк          | Сергій Василюк                  | 2:42               |
| 9.                        | «Вишневий садок»              | Сергій Василюк          | Сергій Василюк                  | 5:10               |
| 10.                       | «Зродились ми великої години» | Олесь Бабій             | Омелян Нижанківський            | 2:52               |
| Загальна тривалість 39:45 |                               |                         |                                 |                    |

## Історія та передумови пісень
Про історію та передумови створення пісень для альбому розповів фронтмен гурту Сергій Василюк:
- Ромко живий

«Пісня була написана наприкінці 2014 року, коли у нашому суспільстві почала назрівати серйозна „смута“. Війна на сході на той момент тривала ще менше року, проте уже встигла „втомити“ і „набриднути“ багатьом з тих, хто навіть ні разу не був у зоні бойових дій. Героїзм бійців і жертовність волонтерів на фоні байдужості та роздратування гламурних „щасливчиків“, які війну бачили лише по телевізору, і народили цю пісню. Було неймовірно приємно, коли мені зателефонував побратим з добробату і сказав, що тепер це його улюблена пісня на рівні з „Козачою могилою“.»
- Громом і вогнем

«Створення цієї пісні мало довжелезну історію, проте саме на початку 2016 року вона постала такою, щоб бути актуальною і у той же час „класичною“ для Тіні Сонця. Те, що не вбиває — робить нас сильнішими! Грім і вогонь — якраз ті стихії, які мають неймовірну сакральну силу мобілізувати і духовну, і лицарську міць України у кожному її куточку. Саме ця пісня дала назву альбому „Буремний край“».
- На відблисках мого меча

«Пісня виникла однією із найперших на альбомі завдяки своїй натхненниці — Златі-Зоряні Паламарчук, вже добре знаній і улюбленій поетесі, яка ексклюзивно запропонувала зробити пісню на її вірш. Величезна дяка за довіру! Твір присвячується українським воїнам та їхнім берегиням».
- Промінь волі

«Присвячується тим, хто тривалий час не боявся іти проти течії, сповідуючи доволі незрозумілі для широкого загалу цінності. З плином часу, а інколи й взагалі раптово, переконання цієї людини стають модними і навіть буденними, а вона сама так і лишається непоміченою. Така її невдячна доля, та все ж про це ніколи не варто жалкувати».
- Вітер з гаєм розмовляє

«Пісня колишніх гітаристів Тіні Сонця Андрія Савчука та Анатолія Зіневича на слова Тараса Шевченка. Вона була створена ще у 2000 році і уперше виконувалась гуртом VAART, засновниками якого якраз і були Толік та Андрій. Ця пісня відразу увійшла до раннього репертуару Тіні Сонця і одразу стала помітним хітом. Власне, без неї не проходив жоден концерт 2003 року. Пізніше вона потрапила до демо-альбому „За межею“ (2005), а цього року, після її відродження на „ШЕ-фест'і“ ми просто не могли не записати її в кращій якості. Дякуємо за позитивний вплив Юлії Капшученко!»
- Дорога

«Найсвіжіший твір, народжений наприкінці цьогорічної зими 2016. Казкова річ про реальне життя: моє і моїх побратимів. Для тих, хто хоче чогось „новенького“ чи „старого-доброго“ від Тіні Сонця — раджу відразу слухати саме цю композицію. А з тексту зрозумієте все…»
- Осокори

«Неймовірно особиста річ. Допускаю, що може „зайти“ не з першого разу. Пісня про найважливіше і про те, що не маємо права опускати руки. Живімо!»
- Слобожанський рок-н-рол

«Ще зі школи я знав про певний „галицький феномен“, який проявляється і в патріотизмі, і у особливому гонорі, а головне — у якійсь власній „родзинці“. Дуже хочеться, аби і на сході України виник своєрідний слобожанський феномен, який нічим не буде поступатися західноукраїнському і матиме свою „родзинку“. Тим паче, що одне із найдавніших українських поселень Слобожанщини — полкове місто Ізюм».
- Вишневий садок

«Рок-версія уже добре знаної акустичної теми. Суворий реалізм, відчай і все ж віра у ближнього, віра у перемогу. Особливим образом є „бабина хата“, яка у всіх нас дуже схожа, як і спільною є Батьківщина. Бережімо її, особливо якщо ми не кріпаки, а справді — козаки!»
- Зродились ми великої години

«Гімн ОУН, написаний Олесем Бабієм у 1932 році, звучить сьогодні цілком актуально. За знайомство із цим твором дякую моїм друзям чорним запорожцям, як і за знайомство з людиною-легендою — сотенним УПА Мирославом Симчичем. Саме на його День народження 2011 року я уперше виконав цей твір під гітару і таким чином він увійшов у мій власний співаник. З часом стало зрозуміло, що потребується рок-версія. Уперше Тінь Сонця виконали гімн ОУН у Львові у 2014 році, а його остаточна версія була записана, власне, до свята Покрови цього (2016) року. Героям Слава!»

## Учасники запису
У записі брали участь:
| - Сергій Василюк — вокал, бас-гітара - Олег Слободян — бандура, клавішні, бек-вокал - Андрій Карманович — гітара - Антон Которович — гітара, бек-вокал - Сергій Гавара — бас-гітара - Володимир Хаврук — ударні, аранжування (трек 2) - Ольга Мільграндт — віолончель - Станіслав Семілєтов — гітара, аранжування (треки 2, 6, 7, 9 та 10), зведення - Софія Рогальська — скрипка | - Володимир Приходько — аранжування (трек 3) - Анатолій Зіневич з Kraamola — аранжування (трек 5) - Андрій Савчук — аранжування (трек 5) - Іван Лузан — аранжування (трек 10) |